# Салмон (приток Снейка)

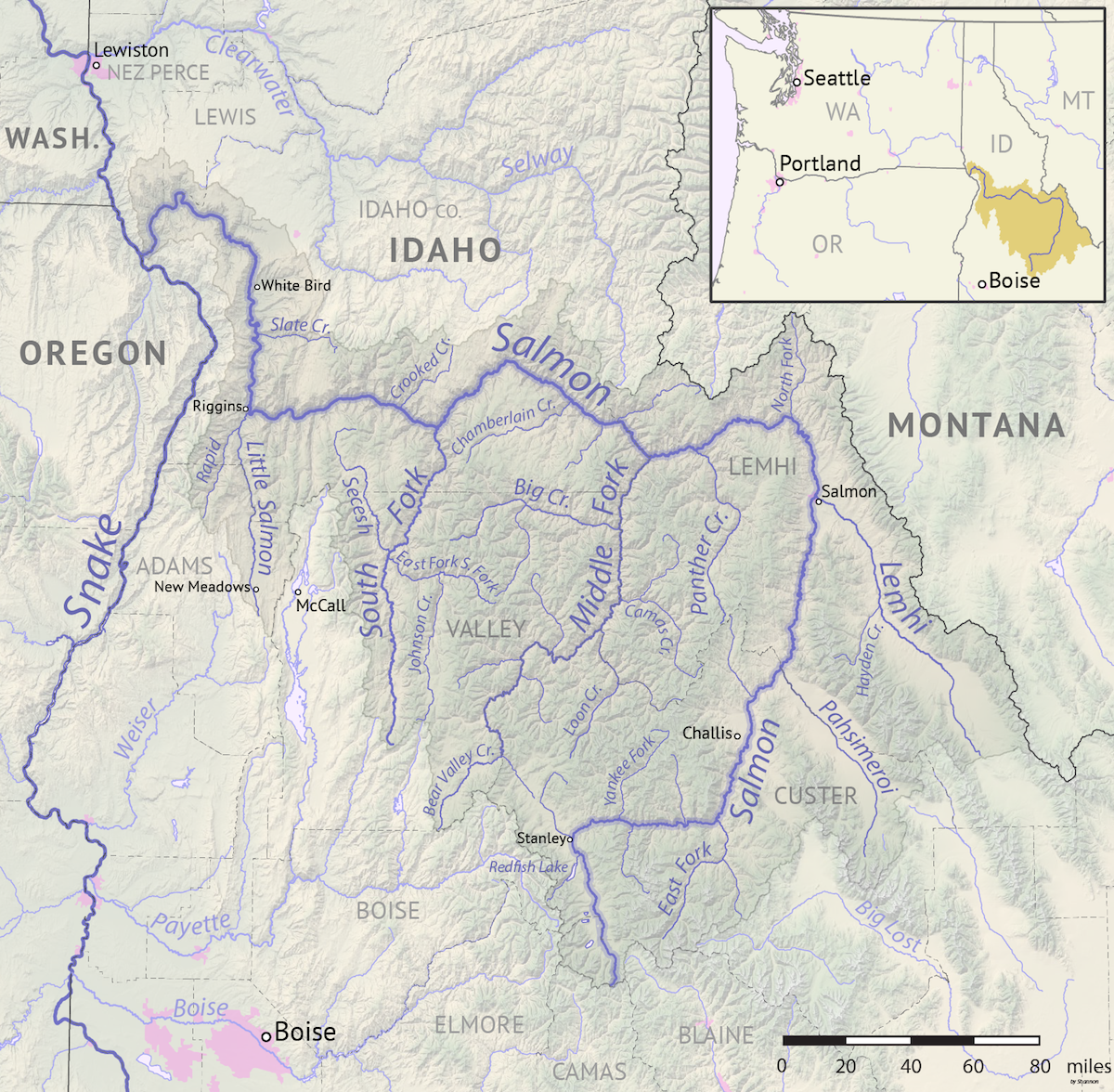
Схема бассейна реки Салмон

Салмон (англ. Salmon River) — река в США, в центральной части штата Айдахо. Правый и крупнейший приток реки Снейк. Длина составляет 684 км; площадь бассейна — 36 260 км². Средний расход воды — 313 м³/с.
Берёт начало в горах в центральной части Айдахо. Высота устья — 280 м над уровнем моря. Впадает в Снейк ниже по течению от каньона Хелс, на границе Айдахо и Орегона, в 24 км к югу от границы со штатом Вашингтон и в 64 км к югу от города Льюистон, Айдахо. Города вдоль берегов реки Салмон включают: Стэнли, Клайтон, Чаллис, Салмон, Риджинс и Уайт-Берд.
Артефакты (черешковые бифасиальные наконечники) с верхнепалеолитической стоянки Куперс-Ферри (Cooper’s Ferry) на реке Салмон (Лососевая) (каменные орудия (наконечники копий, лезвия, бифасы,  отщепы, имеющие сходство с орудиями типа ташикава на позднеплейстоценовой стоянке Ками-Сиратаки 2 (Kamishirataki 2) на острове Хоккайдо (Япония), фрагменты костей млекопитающих, остатки сожженного угля) датируются периодом 15,28—16,56 тыс. лет назад. Это свидетельствует о том, что люди первоначально мигрировали в Америку вдоль тихоокеанского побережья, но не исключает последующих миграций человека в более позднее время через свободный от льда коридор (IFC), который открылся между континентальными ледяными щитами в конце плейстоцена, как предполагает палеогеномика.